# Baptiste Schmisser
Baptiste Schmisser, est un footballeur français, né le 26 février 1986. Il évolue depuis 2019 au KM Torhout comme défenseur.

## Biographie
Baptiste Schmisser est formé au FC Metz. Il ne joue aucun match en tant que professionnel avec ce club. Il est prêté lors de la saison 2007-2008 au Pau FC, équipe de National.
Lors de l'intersaison 2009, il participe au stage de l'UNFP destiné aux joueurs sans contrat.
La même année il quitte la France et s'engage avec le club belge du Royal Excelsior Virton, en troisième division. Il signe en 2010 au RCS Visé, équipe de deuxième division. Puis en 2012, il est transféré au KV Ostende. Il est sacré champion de deuxième division en 2013 avec ce club et découvre ainsi la première division lors de la saison 2013-2014.

## Palmarès
- Champion de Belgique de D2 en 2013 avec le KV Ostende